# Walter Peracchi Barcelos
Walter Peracchi Barcelos (1909-1986) fue un político y militar brasileño, gobernador de Rio Grande do Sul durante la dictadura militar.
Militar de carrera, en 1948 toma el mando del Brigada Militar de Rio Grande do Sul e ideó la creación de una policía rural que se hizo realidad en 1955, con la transformación del Primer Regimiento de Caballería en el Primer Regimiento de Policía Rural Montada. Después se convirtió en diputado federal. En 1958 concurrió a la gobernadoría de Rio Grande do Sul, por la UDN, siendo derrotado por el candidato del PTB, Leonel Brizola.
Partidario del golpe militar de 1964, fue nombrado ministro de Trabajo en el gobierno de Castelo Branco y fue nombrado gobernador de Rio Grande do Sul tras el cese del candidato electo, Ildo Meneghetti. Fue ratificado por una Asamblea Legislativa dominada por la oficialista ARENA. En 1979 se mostró contrario a la disolución de la ARENA, de la cual era miembro del Consejo Consultivo del Directorio Nacional. Siendo su postura derrotada, se unió al grupo fundador del PDS, posteriormente conocido como Partido Progresista.
- Datos: Q9095514
- Multimedia: Walter Peracchi Barcelos / Q9095514